# Roland's Ratrace
Roland's Ratrace, anche scritto Roland's Rat Race, è un videogioco pubblicato nel 1985 per Commodore 64 e ZX Spectrum. Ha per protagonista Roland Rat, un pupazzo animato della televisione britannica, che rappresenta un topo antropomorfo che vive nel sottosuolo di Londra.

## Trama
Roland deve avventurarsi nel labirinto di cunicoli sotterranei della città per salvare i suoi amici Kevin e Errol (altri due personaggi degli sketch televisivi di Roland Rat) rapiti dai "cattivi" e raggiungere in tempo gli studi televisivi di TV-am per registrare il suo programma del mattino. Per farlo deve recuperare i pezzi della porta di uscita.

## Modalità di gioco
Il labirinto delle fognature è composto da circa 32 stanze a schermata fissa e visuale laterale, su 2 livelli di profondità. La maggior parte delle stanze sono costituite da piattaforme collegate da scale e passaggi che collegano tra loro le stanze. Alcune sono stanze di collegamento costituite solo da tubature.
In fondo alle stanze più profonde passa periodicamente un treno della metropolitana, mentre in superficie, puramente decorativo, passa il traffico della città (tra cui qualche Sinclair C5).
In tutte le stanze principali è presente almeno un paio di stivali di gomma animati che sono il nemico da evitare. Roland è armato di uno spruzzatore di colla istantanea, con munizioni limitate, e può sparare a terra delle chiazze di colla di breve durata che bloccano temporaneamente gli stivali (o Roland stesso) se ci camminano sopra. La colla può essere usata anche per arrestare temporaneamente il treno, permettendo a Roland di salirci sopra e usarlo come mezzo di trasporto rapido e sicuro.
L'energia di Roland descresce lentamente col tempo, e rapidamente se toccato dagli stivali o soprattutto se investito dal treno. Può essere recuperata trovando del cibo. Scopo del gioco è trovare i 9 pezzi della porta, distribuiti casualmente a ogni partita, trasportarli uno alla volta alla porta e infine trovare la chiave, prima di esaurire l'energia. Oltre la porta è presente una stanza finale con nemici di diverso tipo.